# Детский труд в Пакистане
Детский труд в Пакистане — это трудоустройство на работу детей в Пакистане, которое причиняет детям умственный, физический, моральный и социальный вред. По оценкам Комиссии по правам человека Пакистана в 1990-х гг., в стране работали 11 миллионов детей, половине из которых было меньше 10 лет. В 1996 году средний возраст детей, вовлеченных в физический труд, составлял 7 лет, по сравнению с возрастом в 8 лет в 1994. Было подсчитано, что четверть всей рабочей силы страны состояла из детей. В пакистанском городе Хайдарабад дети начинают работать в возрасте 4-5 лет, изготавливая браслеты. За изготовление 12 наборов (каждый состоит из 65 браслетов) они получают только 40 рупий, при том, что производство набора занимает от 2 до 3 дней. Эта ситуация характерна не только для Хайдарабада, но и для других районов страны.

## Статистика

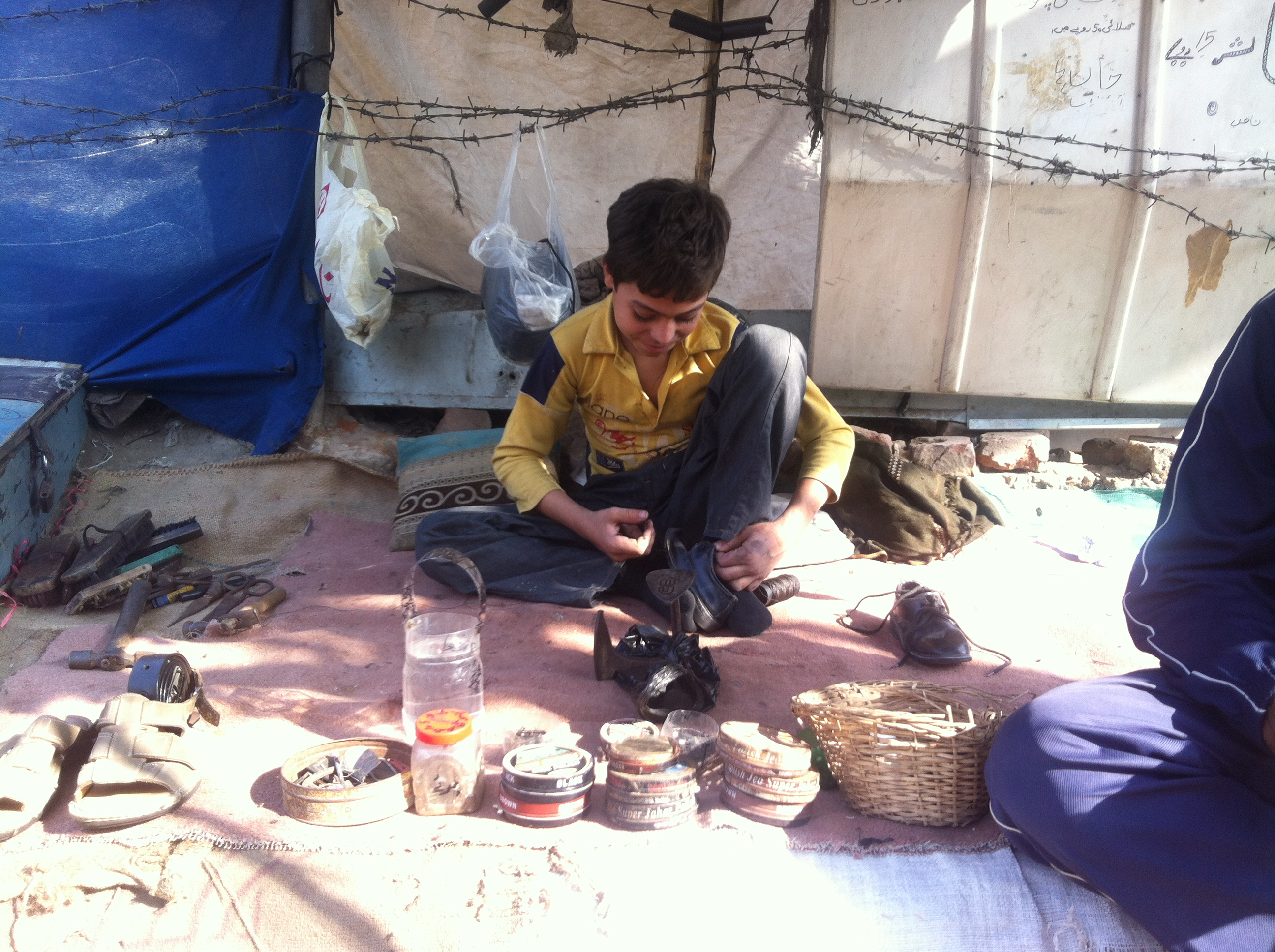
Пакистанский мальчик работает сапожником

По подсчетам 2012 года, 56 % работающих мальчиков из городских районов были задействованы в сфере оптовой и розничной торговли, 22 % в сфере обслуживания и, также, 22 % в производстве. Что касается девочек, 48 % были задействованы в сфере услуг, в то время как 52 % в производстве. В сельской местности от числа всей рабочей детской силы производством занимались 68 % мальчиков и 82 % девочек. Вероятно, детский труд в Пакистане более всего распространен в городе Мултан, который является важным производственным центром экспортных товаров.

## Причины

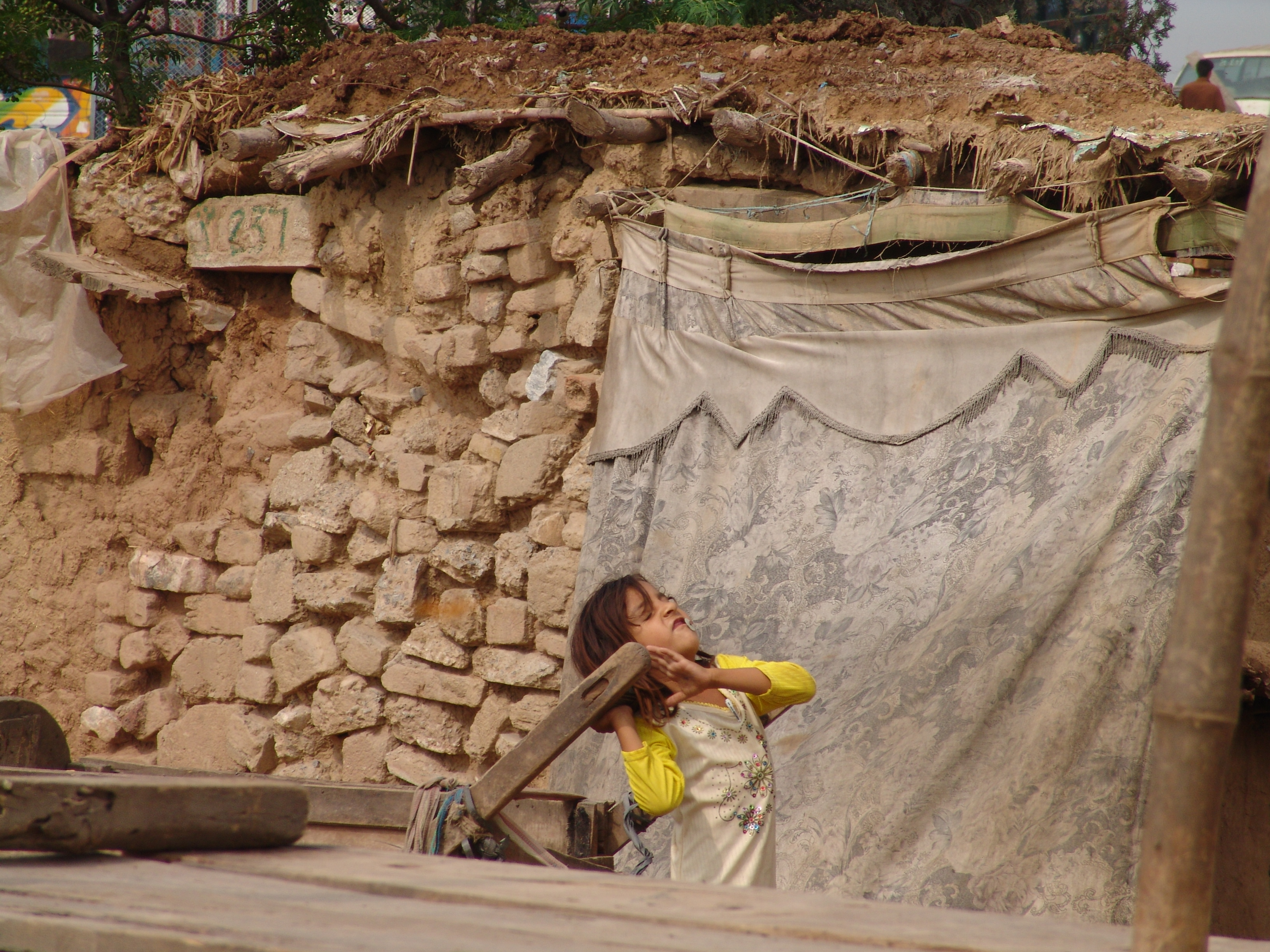
Работающая пакистанская девочка

Международная организация труда (МОТ) предполагает, что бедность является основной причиной детского труда. Доход на душу населения в Пакистане составляет примерно 1900$. Человек среднего класса в среднем зарабатывает около 6$ в день. Среднестатистический пакистанец должен содержать 9-10 человек на своей ежедневной зарплате. Более того, в стране сохраняется высокий уровень инфляции. По данным 2008 года, 17,2 % от всего населения живет за чертой бедности, что стало самым низким показателем в истории Пакистана. Уровень бедности, очевидно, вынуждает отправлять детей на работу, чтобы позволить семьям достичь целевой заработной платы на семью. Что касается компаний, низкая стоимость детской рабочей силы дает производителям значительное преимущество на Западном рынке, где они недооценивают конкурентов из стран, в которых запрещен детский труд. Согласно одному из исследований, главной причиной детского труда в рыбнопромысловом районе побережья Белуджистана стали низкий уровень образования, отсутствие карьерных перспектив и, в целом, отсутствие развития в регионе. Было обнаружено, что в этой конкретной области высоки показатели выбывания из школ и низки показатели грамотности. Исследователи полагают, что политика, направленная на улучшение образования, поможет уменьшить количество применяемого детского труда.

## Политика правительства в отношении детского труда
В ряде законов содержатся положения, запрещающие детский труд, или регулирующие условия труда детей и подростков.
Самые важные законы:
- Закон о фабриках 1934
- Постановление о магазинах и заведениях в Западном Пакистане 1969
- Закон о занятости детей 1991
- Закон о запрете трудовой деятельности 1992.
- Закон Пенджаба об обязательном образовании 1994[10]

Детский труд остается одной из основных проблем, с которыми сталкиваются Пакистан и его дети. Пакистан издал ряд законов в попытке ограничить детский труд и долговое рабство, но эти законы повсеместно игнорируются. 11 миллионов детей, в возрасте от 4 до 14 лет, поддерживают фабрики страны в рабочем состоянии, часто работая в жестоких, нищенских условиях.
В декабре 2014 года, в Перечне товаров, производимых детским и принудительным трудом Министерства труда США, было сообщено о 9 товарах, 6 из которых производятся детьми в Пакистане. Товары включают в себя кирпичи, ковры, стеклянные браслеты, кожаные изделия, хирургические инструменты, уголь.

## Усилия по сокращению детского труда
Неправительственные организации, выступающие против детского труда, повышают осведомленность об эксплуатации детей в Пакистане.
В настоящее время несколько организаций работают в Пакистане, чтобы сократить детский труд. Теперь заводы регистрируются в провинциальных программах социального обеспечения, которые предлагают бесплатное использование инфраструктуры школ и бесплатное стационарное лечение.

### Шитье футбольных мячей
К концу 1990х, на долю Пакистана приходилось 75 % общего мирового производства футбольных мячей и 71 % от всего импорта мячей в США. Международный форум по правам трудящихся и их союзники обратили внимание на широко распространенный детский труд в индустрии футбольных мячей. Согласно исследованиям, тысячи детей в возрасте от 5 до 14 лет сшивали мячи по 10-11 часов в день. Затем, Международная организация труда, ЮНИСЕФ, организация Спасем детей и Сиялкотская торгово-промышленная палата подписали Соглашение о партнерстве по искоренению детского труда в футбольной промышленности Пакистана 14 февраля 1997 в Атланте, Джорджия.

### Спасем детей
Спасем детей также работала с некоторыми производителями спортивных товаров, представленных Сиялкотской торгово-промышленной палатой (SCCI) и другими международными партнерскими брендами, представленными Всемирной федерацией индустрии спортивных товаров (WFSGI). Это совместное усилие было направлено на то, чтобы убедиться, что дети не занимаются пошивом футбольных мячей. Спасем детей (Великобритания) также занимается распространением информации о детском труде в таких крупных сетях, как CBS Broadcasting inc..
Спасем детей работает над проектами совместно с Британским государственным секретариатом по международному развитию в целях поэтапного отказа от детского труда в Сиялкоте. £750 000, выделенные Великобританией, будут потрачены на образование и обучение, а также на создание кредитных и сберегательных схем в попытке предоставить альтернативы кабальному труду.

### Другие неправительственные организации
Другие неправительственные организации также работали над вопросом детского труда в Пакистане, например, ЮНИСЕФ. Фонд защиты детей поддержал проекты Закона о защите детей и политики защиты детей, а также инициировал создание системы мониторинга и сбора данных о детей.